# Julius Erving
Julius Winfield Erving II (* 22. Februar 1950 in East Meadow, New York), auch Dr. J genannt, ist ein ehemaliger US-amerikanischer Basketballspieler. Er gilt als einer der besten Small Forwards in der Geschichte der Profiligen ABA und NBA. Mit seinem Spiel setzte er den Grundstein für die Entwicklung einer athletischeren und spektakuläreren Form des Sports. Er war einer der ersten „Flieger“ der NBA, ein Sprungwunder, das seine Gegner in der Luft anstatt am Boden ausspielte. 1993 wurde Erving in die Naismith Memorial Basketball Hall of Fame aufgenommen.

## Karriere

### College und ABA
In seinen letzten zwei Jahren als Forward der University of Massachusetts brachte Erving es auf sensationelle 26,3 Punkte und 20,2 Rebounds pro Spiel. Das Interesse der NBA-Clubs an Erving war zunächst trotzdem gering, und so entschied er sich 1971, sein Studium zu beenden. Er unterschrieb einen Vertrag beim ABA-Team Virginia Squires. Die ABA war damals die Konkurrenzliga der NBA und fusionierte später mit der NBA.

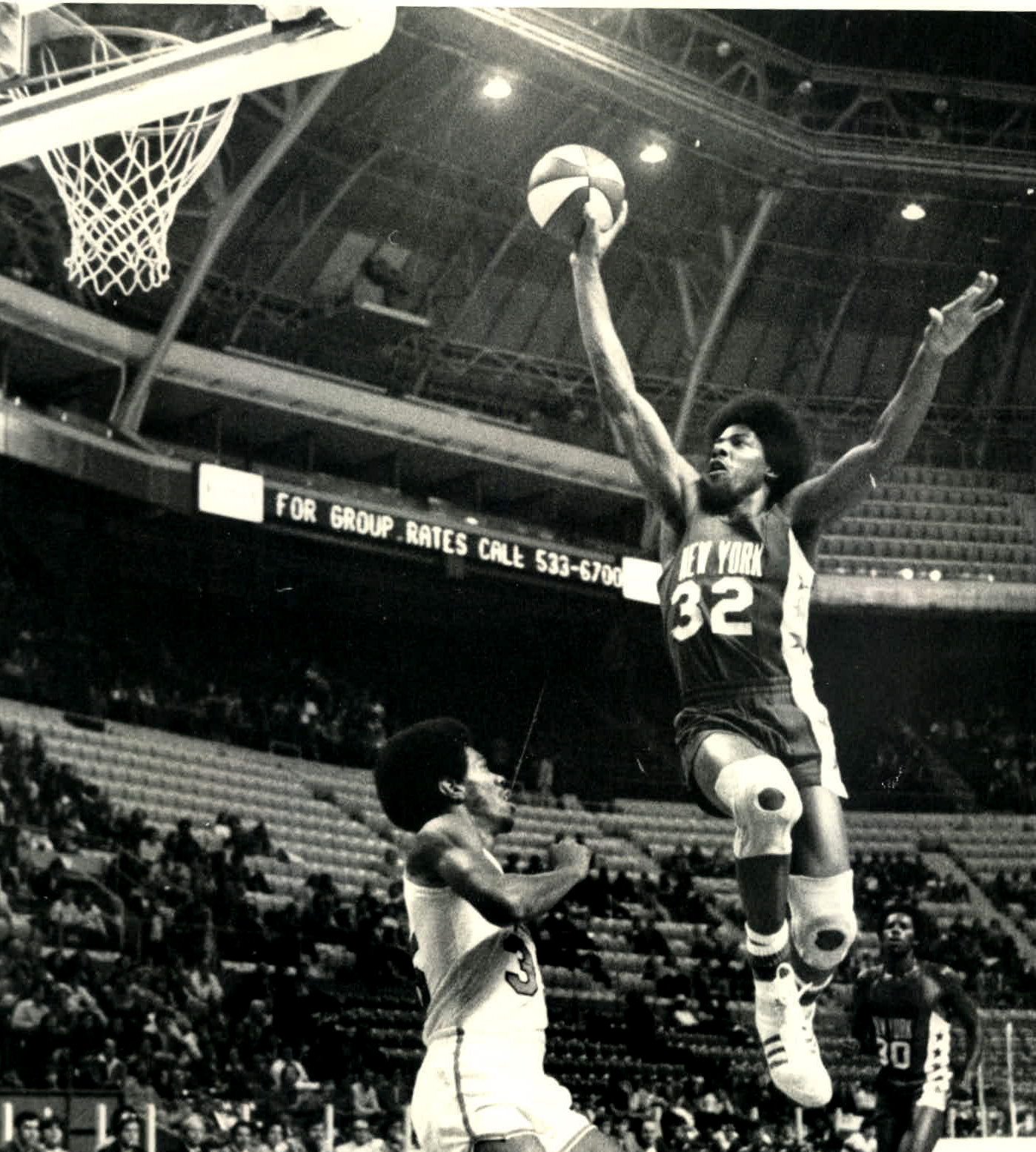
Julius Erving (1974)

Schon in seiner ersten Saison gab Erving die ersten Kostproben seines Könnens. Er erzielte im Schnitt 27,3 Punkte pro Spiel und musste sich bei der Wahl zum Rookie des Jahres nur knapp Artis Gilmore geschlagen geben. Die Squires zogen in die Eastern Division Finals ein, scheiterten allerdings an den von Rick Barry angeführten New York Nets. Im Sommer 1970 war Ervings Studienzeit abgelaufen und so wurde er automatisch zum NBA-Draft gemeldet. Und obwohl ihn die Milwaukee Bucks an 10. Stelle auswählten, musste Erving aufgrund seines Vertrages bei den Squires bleiben. Erving akzeptierte die Situation und konzentrierte sich voll und ganz auf sein Spiel.
Als er in der folgenden Saison den ABA-Scoring-Titel gewonnen hatte, erkannte er, dass er mittlerweile der dominanteste Spieler der ABA war und er setzte sich höhere Ziele. Vor der Saison 1973/74 kam Erving durch einen Trade zu den Nets nach New York, der idealen Showbühne für den Superstar. Er führte die Nets auf Anhieb zum Titel und wurde im folgenden Jahr zum Most Valuable Player (MVP) gewählt.
In den ABA-Finals 1976 schlugen Erving und die Nets die Denver Nuggets und gewannen damit die zweite Championship innerhalb von drei Jahren. Wie sich kurz darauf herausstellen sollte, war dies das letzte Endspiel in der Geschichte der ABA.
Die NBA wollte den Zuschauermagneten Julius Erving in die Liga holen. Das Problem, dass er vertraglich an die Nets gebunden war, löste sich mit dem Zusammenschluss der Ligen. Die Nets, Denver Nuggets, Indiana Pacers und San Antonio Spurs wurden in die NBA aufgenommen und der Rest der ABA-Spieler in einem Expansion Draft unter den NBA-Teams aufgeteilt.
Julius Erving wurde zwischen 1974 und 1976 dreimal in Folge zum ABA MVP gewählt. Außerdem wurde er zwischen 1973 und 1976 viermal in Folge für das All Star First Team nominiert.

### NBA
Vertragsprobleme zwangen die Nets dazu, Erving in einem Blitztransfer kurz vor Beginn der Saison 1976/77 an die Philadelphia 76ers abzugeben. Erving, der die Situation in seinem neuen Team erkannte, entschloss sich dazu, sich stärker in den Dienst der Mannschaft zu stellen. Die Sixers kämpften sich durch die Playoffs und zogen in die Finals gegen die Portland Trail Blazers ein. Dort scheiterten sie an den Blazers um Center-Legende Bill Walton, die die Serie nach sechs Spielen entschieden und sich zum Champion krönten.

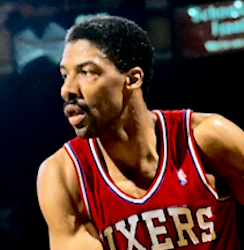
Julius Erving (1987)

Das Management der Sixers begann daraufhin, eine Mannschaft um Erving aufzubauen. Verstärkt durch Maurice Cheeks und Bobby Jones zogen die Sixers in den folgenden drei Jahren zweimal in die Finals ein, scheiterten jedoch beide Male an den Los Angeles Lakers. Offenbar fehlte für den Gewinn der Meisterschaft ein dominanter Center, der sich gegen Robert Parish von den Celtics und Kareem Abdul-Jabbar von den Lakers durchsetzen konnte. Also holte man zur Saison 1982/83 den Besten, den die NBA damals hergab – Liga-MVP Moses Malone.
Nach einer Demonstration der Stärke in den Playoffs zogen sie schließlich in die Finals ein und trafen dort auf den mittlerweile zum Angstgegner mutierten Titelverteidiger L. A. Lakers. Mit einem Sweep (4:0) und dem Gewinn des Titels wurden die Sixers letztendlich doch noch für die Enttäuschungen der vorangegangenen Jahre entschädigt. Nach dem Titelgewinn ging die Ära von Julius Erving und damit auch die der Sixers nach langen Jahren an der Spitze der NBA zu Ende. 1984 gipfelte die Konkurrenz zu Larry Bird in einer Schlägerei der beiden während eines Spiels.
Nach der Saison 1986/87 trat Erving im Alter von 37 Jahren vom Profisport zurück. Während seiner NBA-Karriere wurde er ein Mal zum NBA Most Valuable Player (1981) und fünfmal in das All NBA First Team gewählt (1978, 1980, 1981, 1982, 1983), sowie zwischen 1977 und 1987 elfmal in Folge ins All-Star-Team berufen. 1977 und 1983 wurde er zum MVP des All Star Games gewählt. Ebenfalls 1983 erhielt Erving den J. Walter Kennedy Citizenship Award für soziales Engagement. 1993 wurde er in die Naismith Memorial Basketball Hall of Fame aufgenommen.
Später war Dr. J als Kommentator und erfolgreicher Geschäftsmann tätig, bis er 1997 als Vizepräsident der Orlando Magic wieder in den NBA-Ligabetrieb einstieg.

## Karriere Statistiken
| Legende | Legende                                        | Legende | Legende                                                     | Legende | Legende                                          |
| ------- | ---------------------------------------------- | ------- | ----------------------------------------------------------- | ------- | ------------------------------------------------ |
| GP      | Absolvierte Spiele (Games played)              | GS      | Spiele von Beginn an (Games started)                        | MPG     | Absolvierte Minuten pro Spiel (Minutes per game) |
| FG%     | Wurfquote aus dem Feld (Field-goal percentage) | 3P%     | Wurfquote Drei-Punkte-Würfe (3-point field-goal percentage) | FT%     | Freiwurfquote (Free-throw percentage)            |
| RPG     | Rebounds pro Spiel (Rebounds per game)         | APG     | Assists pro Spiel (Assists per game)                        | SPG     | Steals pro Spiel (Steals per game)               |
| BPG     | Blocks pro Spiel (Blocks per game)             | PPG     | Punkte pro Spiel (Points per game)                          | FETT    | Karriere-Bestmarke                               |

### Regular Season
| Saison   | Team         | GP   | GS  | MPG  | FG % | 3P % | FT % | RPG  | APG | SPG | BPG | PPG  |
| -------- | ------------ | ---- | --- | ---- | ---- | ---- | ---- | ---- | --- | --- | --- | ---- |
| 1971–72  | Virginia     | 84   | –   | 41.8 | .498 | .188 | .745 | 15.7 | 4.0 | –   | –   | 27.3 |
| 1972–73  | Virginia     | 71   | –   | 42.2 | .496 | .208 | .776 | 12.2 | 4.2 | 2.5 | 1.8 | 31.9 |
| 1973–74  | New York     | 84   | –   | 40.5 | .512 | .395 | .766 | 10.7 | 5.2 | 2.3 | 2.4 | 27.4 |
| 1974–75  | New York     | 84   | –   | 40.5 | .506 | .333 | .799 | 10.9 | 5.5 | 2.2 | 1.9 | 27.9 |
| 1975–76  | New York     | 84   | –   | 38.6 | .507 | .330 | .801 | 11.0 | 5.0 | 2.5 | 1.9 | 29.3 |
| 1976–77  | Philadelphia | 82   | 77  | 35.9 | .499 | –    | .777 | 8.5  | 3.7 | 1.9 | 1.4 | 21.6 |
| 1977–78  | Philadelphia | 74   | 68  | 32.8 | .502 | –    | .845 | 6.5  | 3.8 | 1.8 | 1.3 | 20.6 |
| 1978–79  | Philadelphia | 78   | 76  | 35.9 | .491 | –    | .745 | 7.2  | 4.6 | 1.7 | 1.3 | 23.1 |
| 1979–80  | Philadelphia | 78   | 78  | 36.1 | .519 | .200 | .787 | 7.4  | 4.6 | 2.2 | 1.8 | 26.9 |
| 1980–81  | Philadelphia | 82   | 82  | 35.0 | .521 | .222 | .787 | 8.0  | 4.4 | 2.1 | 1.8 | 24.6 |
| 1981–82  | Philadelphia | 81   | 81  | 34.4 | .546 | .273 | .763 | 6.9  | 3.9 | 2.0 | 1.7 | 24.4 |
| 1982–83  | Philadelphia | 72   | 72  | 33.6 | .517 | .286 | .759 | 6.8  | 3.7 | 1.6 | 1.8 | 21.4 |
| 1983–84  | Philadelphia | 77   | 77  | 34.8 | .512 | .333 | .754 | 6.9  | 4.0 | 1.8 | 1.8 | 22.4 |
| 1984–85  | Philadelphia | 78   | 78  | 32.5 | .494 | .214 | .765 | 5.3  | 3.0 | 1.7 | 1.4 | 20.0 |
| 1985–86  | Philadelphia | 74   | 74  | 33.4 | .480 | .281 | .785 | 5.0  | 3.4 | 1.5 | 1.1 | 18.1 |
| 1986–87  | Philadelphia | 60   | 60  | 32.0 | .471 | .264 | .813 | 4.4  | 3.2 | 1.3 | 1.6 | 16.8 |
| Gesamt   | Gesamt       | 1243 | 823 | 36.4 | .506 | .298 | .777 | 8.5  | 4.2 | 2.0 | 1.7 | 24.2 |
| All-Star | All-Star     | 16   | 11  | 40.9 | .496 | .667 | .793 | 9.6  | 5.3 | 1.8 | 1.4 | 29.1 |

### Playoffs
| Saison  | Team         | GP  | GS | MPG  | FG % | 3P % | FT % | RPG  | APG | SPG | BPG | PPG  |
| ------- | ------------ | --- | -- | ---- | ---- | ---- | ---- | ---- | --- | --- | --- | ---- |
| 1971–72 | Virginia     | 11  | –  | 45.8 | .518 | .250 | .745 | 15.7 | 4.0 | –   | –   | 27.3 |
| 1972–73 | Virginia     | 5   | –  | 43.8 | .527 | .000 | .776 | 12.2 | 4.2 | 2.5 | 1.8 | 31.9 |
| 1973–74 | New York     | 14  | –  | 41.4 | .528 | .455 | .766 | 10.7 | 5.2 | 2.3 | 2.4 | 27.4 |
| 1974–75 | New York     | 5   | –  | 42.2 | .455 | .000 | .799 | 10.9 | 5.5 | 2.2 | 1.9 | 27.9 |
| 1975–76 | New York     | 13  | –  | 42.4 | .533 | .286 | .801 | 11.0 | 5.0 | 2.5 | 1.9 | 29.3 |
| 1976–77 | Philadelphia | 19  | –  | 39.9 | .523 | –    | .777 | 8.5  | 3.7 | 1.9 | 1.4 | 21.6 |
| 1977–78 | Philadelphia | 10  | –  | 35.8 | .489 | –    | .845 | 6.5  | 3.8 | 1.8 | 1.3 | 20.6 |
| 1978–79 | Philadelphia | 9   | –  | 41.3 | .517 | –    | .745 | 7.2  | 4.6 | 1.7 | 1.3 | 23.1 |
| 1979–80 | Philadelphia | 18  | –  | 38.6 | .488 | .222 | .787 | 7.4  | 4.6 | 2.2 | 1.8 | 26.9 |
| 1980–81 | Philadelphia | 16  | –  | 37.0 | .475 | .000 | .787 | 8.0  | 4.4 | 2.1 | 1.8 | 24.6 |
| 1981–82 | Philadelphia | 21  | –  | 37.1 | .519 | .167 | .763 | 6.9  | 3.9 | 2.0 | 1.7 | 24.4 |
| 1982–83 | Philadelphia | 13  | –  | 37.9 | .450 | .000 | .759 | 6.8  | 3.7 | 1.6 | 1.8 | 21.4 |
| 1983–84 | Philadelphia | 5   | –  | 38.8 | .474 | .000 | .754 | 6.9  | 4.0 | 1.8 | 1.8 | 22.4 |
| 1984–85 | Philadelphia | 13  | 13 | 33.4 | .449 | .000 | .765 | 5.3  | 3.0 | 1.7 | 1.4 | 20.0 |
| 1985–86 | Philadelphia | 12  | 12 | 36.1 | .450 | .182 | .785 | 5.0  | 3.4 | 1.5 | 1.1 | 18.1 |
| 1986–87 | Philadelphia | 5   | 5  | 36.0 | .415 | .333 | .813 | 4.4  | 3.2 | 1.3 | 1.6 | 16.8 |
| Gesamt  | Gesamt       | 189 | 30 | 38.9 | .496 | .224 | .777 | 8.5  | 4.2 | 2.0 | 1.7 | 24.2 |